# Zadiel
Zadiel ou Zadkiel (em hebraico צדקיאל Tzadqiel, "Justiça do Senhor") é o arcanjo da liberdade, benevolência, misericórdia, e o patrono de todos os que perdoam. Também conhecido como Sachiel, Zedekiel, Zadakiel, Tzadkiel, Zedekul e Hesediel. A tradição rabínica considera-o o anjo patrono da misericórdia.

Zadiel seria o anjo que impediu Abraão de sacrificar seu filho, Isaque.

Segundo trabalhos rabínicos, o anjo Zadiel pertence à ordem dos Hashmallim (equivalente a ordem dos domínios ou dominações) e, segundo algumas fontes, seria o chefe dessa ordem. Outros dizem ainda, no Maseket Azilut, um texto cabalístico do século XIV, que ele seria o corresponsável pela ordem angelical dos Shinanim junto com o anjo Gabriel, onde segundo outras fontes ele é chamado de Hashmal e Zacariel.
Como o anjo da misericórdia, alguns textos dizem que ele é o anjo anônimo (anjo do Senhor) que na Bíblia impede o patriarca Abraão de sacrificar o seu filho, Isaque ao Senhor, e por isso é usualmente pintado na iconografia empunhando uma adaga.
Outros textos citam Miguel ou Tadhiel ou algum outro anjo como o anjo dessa passagem, enquanto que outros interpretam o anjo do Senhor como sendo um caso de teofania.
Zadiel é um dos anjos porta-estandartes, com o outro sendo Jofiel, que carregam estandartes seguindo atrás de Miguel quando este arcanjo entra em batalha. Zadiel é associado com a cor violeta.
No misticismo judaico e nos rituais mágicos ocidentais, Zadiel é associado com o planeta Júpiter. A posição do anjo no Sephirot é a quarta, que corresponde a misericórdia.

## Transliteração do nome
O nome do anjo em hebraico é צדקיאל, o que acarreta em várias dificuldades na transliteração. A primeira dificuldade se deve a sua primeira letra(já que o hebraico escreve e lê da direita para a esquerda),  צ (Tsadi), essa letra têm o som de Ts, o mesmo som dos dois zz italianos em pizza, da letra cirílica Ц (tsé) em Tsar ou da letra árabe ص (Tsad).
A segunda dificuldade se deve ao fato do alfabeto hebraico ser consonantal e utilizar diacríticos para criar os sons vocálicos, portanto é muito fácil confundir os sons que se cria. Devido a isso exitem vários nomes derivados para esse anjo como Zadkiel, Tzedkiel, Zedikiel, Tsadkiel, Zedekul, Sachiel entre vários outros nomes.